# Chantal Kreviazuk
Jennifer Chantal Kreviazuk (Winnipeg, Manitoba, 18 de mayo de 1973) es una cantante, compositora y pianista canadiense de música rock y pop.

## Trayectoria
Nacida en Winnipeg, se formó en piano clásico (a partir de los cinco años) y canto. Estudió literatura inglesa en la Universidad de Manitoba. Se dedicó a la música desde muy joven realizó jingles para anuncios locales y cantó el himno nacional canadiense en los partidos de hockey. También trabajó como cantante en hoteles de Winnipeg, tocando en bodas y salones antes de emerger como una cantautora y pianista adulta contemporánea a finales de la década de 1990, cuando fichó por Sony Canadá.
Su primer álbum de estudio, Under These Rocks and Stones, se publicó por primera vez en Canadá en 1996 y cosechó un gran éxito comercial, fue nominada a los premios Juno en 1997 como mejor artista novel y fue doble platino (200.000 copias).
Su lanzamiento internacional se debió a su participación en la banda sonora de la película Armageddon, en la que interpreta el tema Leaving on a Jet Plane, canción de John Denver popularizada por el grupo Peter, Paul & Mary que alcanzó gran éxito.
Publicó otros dos álbumes de estudio con la discográfica Columbia, Colour Moving and Still (1999) y What If It All Means Something (2002), ambos con un éxito comercial en todo el mundo.
Firmó con Sony BMG para su cuarto álbum, Ghost Stories (2006), que alcanzó el número dos en la lista canadiense de álbumes.
Su quinto álbum, Plain Jane, fue publicado por el sello independiente canadiense MapleMusic Recordings en 2009. Sus álbumes más recientes, Hard Sail y Get To You, fueron publicados por Warner Music Canada en 2016 y 2020, respectivamente. También lanzó un álbum navideño en 2019, titulado Christmas Is A Way Of Life, My Dear.
Está casada desde 1999 con el también cantante Raine Maida, líder del grupo Our Lady Peace, y tienen tres hijos.
Desde 2003, Kreviazuk ha coescrito junto a su esposo muchas canciones para otros artistas como Avril Lavigne, Kelly Clarkson, Mandy Moore y David Cook, y colabora en álbumes de otros cantantes como  Drake, Pitbull, Christina Aguilera, Carrie Underwood, Kendrick Lamar y Pink, así como  en varios cortometrajes y películas independientes canadienses.
Debutó como actriz en un papel importante en la película canadiense Century Hotel de 2001, para la cual ella y Maida también contribuyeron con la canción Can't Make it Good. En 2007, protagonizó y coprodujo la película Pretty Broken , y apareció entre 2006 y 2008 como portavoz de L'Oréal Canadá.
Desde el comienzo de su carrera hasta 2016, Kreviazuk fue una de las principales artistas femeninas en Canadá.

## Premios Juno
Este es un premio anual que la Academia Canadiense de Artes y Ciencias de la Grabación (CARAS) entrega al mejor músico solista de Canadá.
- Nominada, 1997, Mejor Artista Novel
- Ganadora, 2000, Mejor álbum pop
- Ganadora, 2000, Mejor artista femenina

## Discografía

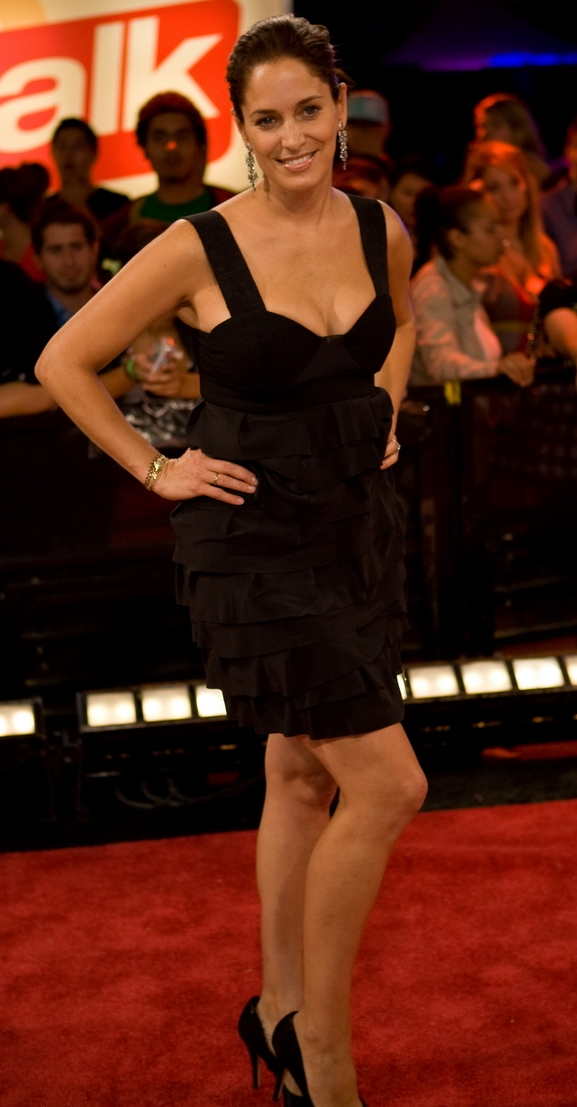

### Álbumes
- Under These Rocks and Stones (1997)
- Colour Moving and Still (#9 CAN) (1999)
- What If It All Means Something (#29 CAN) (#119 US) (2002)
- Ghost Stories (#2 CAN) (2006)
- Plain Jane (2009)

### Sencillos
- "God Made Me"
- "Believer"
- "Wayne"
- "Surrounded"
- "Hands"
- "Leaving on a Jet Plane" (reprise de John Denver)
- "Feels Like Home"
- "Before You"
- "Dear Life"
- "Souls"
- "Far Away"
- "In This Life"
- "Time"
- "Julia"
- "What If It All Means Something"
- "All I Can Do"
- "Wonderful"